# Skrillex
Skrillex (Скріллекс, справжнє ім'я Сонні Джон Мур англ. Sonny John Moore) — народився 15 січня 1988 року — американський дабстеп-музикант і продюсер. Мур також колишній фронтмен групи From First to Last. Наприкінці осені 2007 року він вирушив у свій перший тур Team Sleep Tour як сольний виконавець з Team Sleep, Strata і Monster in the Machine. Після набору нового складу групи Мур відвідав Північну Америку на Alternative Press Tour, підтримуючи такі групи, як All Time Low і The Rocket Summer, з'явився на обкладинці журналу Alternative Press, у щорічному спецвипуску «100 груп, про які вам потрібно знати» (100 Bands You Need to Know). У червні 2008 року він з продюсером Ноа Шейн почали запис дебютного альбому під назвою Bells. Він випустив міні-альбом Scary Monsters and Nice Sprites. Він брав участь у записі альбому Korn The Path of Totality.
У 2012 році Скріллекс потрапив на друге місце в топ −10 найбільш високооплачуваних діджеїв світу за версією Forbes, і з доходом $ 15 млн обійшов таких зірок, як Девід Гетта, Swedish House Mafia і т. д. [ 5].
Стиль Skrillex відрізняється від інших діджеїв. На своїх концертах він буквально ламає музику. Утім, у нього є спільні роботи зі співаками Usher і Джастіном Бібером, шість «Ґреммі» й майже 20 млн фанів на Facebook. Завдяки своїм виступам за останній рік діджей заробив $24 млн.
Крім того, у Сонні Мура є інший проект — Dog Blood, колектив, що складається з Сонні Мура і Boys Noise.
Skrillex був номінований на п'ять премій «Греммі» в 2011 році, в тому числі в категорії «Найкращий новий виконавець» [ 6]. На 54-й церемонії "Греммі" він був нагороджений у трьох номінаціях: Scary Monsters and Nice Sprites — Найкращий танцювальний / електронний альбом ; "Scary Monsters and Nice Sprites" — Найкращий танцювальний запис ; "Benny Benassi — Cinema (Skrillex Remix)" — найкращий ремікс. На 55-й церемонії "Греммі" він був номінований і нагороджений у трьох категоріях: Bangarang за найкращий танцювальний запис ; Bangarang EP за найкращий електронний альбом ; Promises (Skrillex & Nero Remix) за найкращий ремікс.

## Життя і кар'єра Соні Джон Мура

### From First to Last (2004–2007)
У 2004 році, Мур домовився з Меттом Гудом з From First to Last про те, щоб зіграти на гітарі для їхнього дебютного альбому. Після вильоту в Джорджію, Сонні був почутий трьома продюсерами, Дерріком Томасом, Еріком Дейлом і МакХейл Батлером, і став солістом групи, а Гуд грав на гітарі. У червні 2004 року, Epitaph Records випустили перший повний альбом з новим учасником, Dear Diary, My Teen Angst Has a Body Count. Після двох успішних турів, два з яких, Vans Warped Tour і Dead by Dawn tour, вони приступили до запису свого другого альбому, Heroine з продюсером Россом Робінсоном. Альбом був випущений в березні 2006 року на Epitaph Records. Після високих продажів, група влаштувала багато турів, але у зв'язку з проблемами з голосом у Мура, кілька з них довелося відмінити. Після успішної хірургічної операції, Сонні Мур повідомив групі, що йде, щоб почати працювати над сольною кар'єрою. Останнє шоу From First to Last разом з Муром відбулося в їх рідному місті в Будинку Блюзу під час гастролей з Atreyu.

### Початок сольної кар'єри (2007–2009)
Мур заявив, що покинув From first to Last, щоб зайнятися сольною кар'єрою. Потім на своїй сторінці в MySpace він виклав три демо своїх треків (Signal, Equinox, та Glow Worm). Це призвело до його перших виступів без From First to Last. 7 квітня 2007, разом з арфісткою Керол Роббінс, він зіграв кілька треків у місцевому будинку мистецтв.
Через кілька місяців, Мур грав на Team Sleep Tour з цілою групою музикантів. У турі також брали участь Monster in the Machine та Strata. Сонні зробив кілька компакт дисків, по 30 штук на шоу. Це були ексклюзивні диски упаковані в конверти, кожен з них був з малюнком Мура або колег по групі.
У лютому 2008 року Alternative Press Magazine оголосив про другий щорічний AP Tour з All Time Low, The Rocket Summer, The Matches, Forever the Sickest Kids, а також з Сонні Муром. Всі групи, що брали участь в турі, помістили на обкладинку Alternative Press Magazine з чартом '100 Груп, про які ви повинні знати '(англ. 100 Bands You Need to Know) і взяли у них інтерв'ю в радіо-подкасті Alternative Press Podcast.
7 квітня 2009, Мур випустив EP (міні-альбом) Gypsyhook, цифровий альбом, що складається з трьох пісень та чотирьох реміксів. Також була японська версія пісні Mora під назвою 海水. Версія альбому на фізичному носії була доступна на його шоу. 2 травня, після гастролей з Innerpartysystem та Paper Route, а також відкриття шоу Chiodos на їх європейському турне, Мур виступає на Bamboozle. У квітні 2009 року він гастролював з Hollywood Undead, виступаючи з ними під ім'ям Sonny and the Blood Monkeys
Мур оголосив, що альбом Bells не буде випущений.

### Розвиток кар'єри, псевдонім Skrillex (2009–)
У 2008 році Мур почав виступати під псевдонімом Skrillex в клубах Лос-Анджелеса. Раніше він був відомий в Інтернеті як Twipz. 7 червня 2010 Сонні випустив безкоштовний дебютний альбом Skrillex My Name is Skrillex EP.
Мур надав вокал металкор гурту з Великої Британії Bring Me the Horizon для їх третього студійного альбому There Is a Hell, Believe Me I've Seen It. There Is a Heaven, Let's Keep It a Secret.
Пізніше Сонні почав тур по країні з Deadmau5, після того, як підписав контракт з mau5trap Records і випустив на ньому свій другий EP Scary Monsters and Nice Sprites. Через деякий час в 2013 році він познайомився з Feel XS та записав з ним спільний сингл який так i не ввійшов у новий альбом і взагалі навіть не потрапив до інтернету. На початку 2015 року стало відомо, що Сонні і Diplo готують новий альбом, як їхній проект Jack Ü. Альбом вийшов 27 лютого 2015 року.
У лютому 2023 року, Мур випустив два альбоми — Quest for Fire та Don’t Get Too Close, в записі яких брали участь Джастін Бібер, Кід Каді, Міссі Елліотт та інші зірки.

## Дискографія

### З From First to Last
- Dear Diary, My Teen Angst Has a Bodycount (2004)
- Heroine (2006)

### Як Sonny EP
- Demos (2007)
- Gypsyhook EP (2009)

### Як Skrillex
- My Name Is Skrillex EP (2010)
- Scary Monsters and Nice Sprites EP (2010)
- More Monsters and Sprites EP (2011)
- Bangarang EP (2011)
- Make It Bun Dem: After Hours EP (2012)
- Leaving EP (2013)
- Spring Breakers OST (з Кліфом Мартінезом) (2013)
- Recess (2014)
- Show Tracks EP (2019)
- Quest for Fire (2023)
- Don't Get Too Close (2023)

### Skrillex SSP
- Weekends! (Feat. Sirah) (2010)
- Get Up (2011)
- Narcissistic Cannibal (2011)
- Reptile's Theme (2011)

### EP зDog Blood
- Middle finger / Next order (2012)
- Turn Off the Lights (2019)

### Як Jack Ü
- Skrillex and Diplo Present Jack Ü (2015)